# Philippe Mestre
Philippe Mestre (ur. 23 sierpnia 1927 w Talmont, zm. 25 kwietnia 2017 w Talmont-Saint-Hilaire) – francuski polityk i urzędnik państwowy, parlamentarzysta, w latach 1993–1995 minister.

## Życiorys
Ukończył Lycée Claude-Debussy oraz studia prawnicze na Uniwersytecie Paryskim. Następnie został absolwentem École nationale de la France d’Outre-Mer, kształcącej kadry urzędnicze na potrzeby administracji kolonialnej. Pracował w Kongu Francuskim i w Algierii. Później był m.in. prefektem w kilku departamentach i regionach. Zaangażował się w działalność polityczną w ramach Unii na rzecz Demokracji Francuskiej. Był m.in. doradcą premiera w okresie, gdy urząd ten sprawowali Pierre Messmer i Jacques Chaban-Delmas. W 1978 premier Raymond Barre powołał go na dyrektora swojego gabinetu, funkcję tę pełnił do 1981. W 1988 prowadził jego kampanię prezydencką. Od 1981 do 1993 zajmował stanowisko dyrektora zarządzającego firmy wydającej regionalną gazetę „Presse-Océan”.
W 1981 po raz pierwszy został wybrany na posła do Zgromadzenia Narodowego. Z powodzeniem ubiegał się o reelekcję w wyborach w 1986, 1988 i 1993. Od marca 1993 do maja 1995 sprawował urząd ministra weteranów i ofiar wojen w rządzie Édouarda Balladura. W 2002 dołączył do Unii na rzecz Ruchu Ludowego.
Odznaczony Legią Honorową III klasy oraz Orderem Narodowym Zasługi IV klasy.